# بي بي كينغ
رايلي بي كينغ (بالإنجليزية: B. B. King)‏ المشهور باسم بي بي كينغ (B.B.King) عازف غيتار ومغني بلوز وكاتب أغاني أمريكي ولد في 16 سبتمبر 1925 وتوفي في 14 مايو 2015، صنفته مجلة رولينغ ستون في المركز السادس في قائمتها لأعظم 100 عازف غيتار على مر العصور.

## السيرة المهنية
اقتنى كينغ أول غيتار في حياته حين كان في الخامسة عشرة من عمره، وبحلول أواسط الأربعينيات من القرن الماضي، انتقل إلى ممفيس، ليتدرب على يد ابن عمه عازف غيتار البلوز بوكا وايت، وسرعان ما ابتدع كينغ أسلوبه الخاص في العزف على الإيتار، مبتكراً نغماً متهدجاً لم يسبقه إليه أحد، إذ استحوذ على المستمعين، الذين كانوا يميزونه فور سماعه. بدأ كينغ عزف موسيقى البلوز والغوسبل في ممفيس، وبعد أن أتيحت له فرصة المشاركة لمدة عشر دقائق في برنامج إذاعي محلي، أُطلق عليه لقب صبي البلوز في شارع بيل Beale Street Blues Boy، وهو اللقب الذي اختصر ليصبح «بي بي»، وهو اسم التحبب، الذي انبثق منه حرفا بي. بي. الشهيران في اسمه اليوم.
حتى بلوغه سن الخامسة والأربعين كان كينغ، أصدر ما يزيد عن عشرة ألبومات منها Singing the Blues عام 1957 وهو أول ألبوماته وIndianola Mississippi Seeds عام 1970 الذي خلط به كينغ موسيقى البلوز مع البوب والروك، هذا بالإضافة إلى ألبومات وأغاني منفرده عديدة.
ويضمن أسلوب كينغ المتميز الملتهب في العزف على الإيتار وحضوره الطاغي نفاد جميع البطاقات في الحفلات الموسيقية التي يقدمها أثناء جولاته العالمية. وأصر كينغ حتى آخر أيام حياته، أثناء تنقله من حفلة إلى أخرى مع رفيقه الدائم غيتار «غيبسون» المصنوع خصيصاً له، والذي يطلق عليه اسم «لوسيل» تحبباً، على أنه لا يعتزم التقاعد رغم كبر سنه حيث أنه أوضح في مقابلة له مع المراسل كيفن تشابل لمجلة «إيبوني» «إن كانت موسيقاي تؤثر على خمسة أشخاص من كل مائة، فإن ذلك يستحق كل ما أبذله من عناء».

### الجوائز
فاز كينغ في حياته الفنية بجائزة غرامي 14 مرة، وأدرج اسمه عام 1984 في قاعة مشاهير موسيقى البلوز، في حين أدرج عام 1987 في قاعة مشاهير الروك آند رول، وفي عام 2003 صنفته مجلة رولينغ ستون في المركز السادس في قائمتها لأعظم 100 عازف غيتار على مر العصور. كما احتفى الرئيسان الأميركيان بيل كلينتون، وجورج بوش، بإنجازاته في حفل تكريم خاص في مركز كينيدي.

### وفاته
توفي بي بي كينغ عن عمر ناهز الـ 89 عاماً في منزله في لاس فيغاس.

## في السينما
قام بي بي كينغ بالتمثيل في 11 فيلماً، كما ظهرت موسيقاه في ما يزيد عن 53 فيلماً.

## روابط خارجية
- بي بي كينغ على موقع IMDb (الإنجليزية)
- بي بي كينغ على موقع الموسوعة البريطانية (الإنجليزية)
- بي بي كينغ على موقع روتن توميتوز (الإنجليزية)
- بي بي كينغ على موقع مونزينجر (الألمانية)
- بي بي كينغ على موقع ألو سيني (الفرنسية)
- بي بي كينغ على موقع ميوزك برينز (الإنجليزية)
- بي بي كينغ على موقع رولينغ ستون (الإنجليزية)
- بي بي كينغ على موقع رولينغ ستون (الإنجليزية)
- بي بي كينغ على موقع أول موفي (الإنجليزية)
- بي بي كينغ على موقع قاعدة بيانات الأفلام السويدية (السويدية)